# Educación cívica
La educación cívica, educación para la ciudadanía, formación cívica, formación ciudadana, educación política o alfabetismo político es un tipo de educación dirigida a las relaciones sociales que busca fortalecer los espacios de convivencia social entre las personas. 
La educación cívica es el estudio de los aspectos teóricos, políticos y prácticos de la ciudadanía, así como de sus derechos y deberes; los deberes de los ciudadanos entre sí como miembros de un cuerpo político y para el gobierno. 
Incluye el estudio del Derecho civil y el código civil, y el estudio del gobierno con atención al papel de los ciudadanos —en oposición a los factores externos— en la operación y supervisión del gobierno. Dentro de una tradición política o moral dada, la educación cívica puede referirse a la educación de los ciudadanos. 
La historia de la educación cívica se remonta a las primeras teorías de civismo por Confucio en la antigua China y por Platón en la antigua Grecia. En China, junto con el confucianismo, se desarrolló la tradición del legalismo. Estas tradiciones, tanto en Oriente como en Occidente, se desarrollaron de manera diferente, por lo tanto, con la incorporación en el pasado de conceptos diferentes de los derechos de los ciudadanos y la aplicación de la justicia, junto con diferentes éticas en la vida pública. Antes de la traducción de la tradición legal occidental al chino que comenzó en 1839, después de que la influencia por la tradición occidental fue traída a China, con los períodos de la restauración de la ley china tradicional y de la influencia por la ley soviética.
El término "educación política" es neutro. Significa que se educa a la ciudadanía para que participe en la política. Pero en algunos casos se emplea peyorativamente para significar que se hace política partidista a través de la educación.
La RAE da a la palabra "política" 12 significados: 6 como adjetivo y otros tantos como sustantivo. En particular para la educación política interesan el 8, «Actividad de quienes rigen o aspiran a regir los asuntos públicos» y el 9, «Actividad del ciudadano cuando interviene en los asuntos públicos con su opinión, con su voto, o de cualquier otro modo». El significado 8 tiene a menudo una consideración negativa: «Eso es política», «Son medidas políticas», «No me interesa la política», etc. Hay una palabra muy descriptiva que la RAE reconoce: politiquería («hacer política con intrigas y bajezas»). Es la mirada de quien, desde fuera, contempla a personas a las que considera poco honradas luchar por el poder con todo tipo de artimañas. En cambio, el significado 9 es mayoritariamente bien considerado. Precisamente el propósito de la educación política es asegurar que el ciudadano intervenga óptimamente en los asuntos públicos.
A este respecto conviene aclarar que la palabra "ciudadanía" tiene 2 significados: cualidad de ciudadano y conjunto de los ciudadanos. Cuando se habla de "educación para la ciudadanía" se está empleando el primero.

## Compromiso civil
El compromiso civil es el conjunto de actitudes y actividades de participación en la vida política y social que impulsan a la sociedad democrática. Se basa en la creación de lazos sociales y políticos por medio de actos intelectuales y prácticos, de tal manera que los individuos se sientan parte integral de una comunidad responsable, que participa en procesos democráticos y decisiones públicas.

## Situación por países

### Alemania
En Alemania hay un sistema federal de la educación. Cada uno de los 16 estados federales tiene su propia política de educación, pero se coordinan en una conferencia de los/las ministro/as de educación de los estados federados. Por eso la educación cívica tiene distintos denominaciones. La mayoría de los 16 estados tienen una forma de estudios sociales ("Sachunterricht")  en combinación con básicos de las ciencias naturales entre el 1.º a 4.º. Desde 5.º a 10.º hay educación cívica entre 1 y 2 horas de la semana, por mayoría 2 horas. También entre el 11.º a 13.º, cerca del bachillerato. Aquí también hay cursos de profundización. La educación cívica tiene una tradición antifascista y de una educación por la democracia, resultado de la historia de Alemania.

### Argentina
Actualmente se enseña en algunos colegios, privados y públicos. Se tratan temas como los Derechos Humanos y la Constitución Nacional.

### Chile
Nuevas investigaciones registran la importancia de la educación cívica en este país, en particular en la educación escolar del siglo XIX Actualmente se incluye el eje formación ciudadana en el currículum nacional chileno, incluido dentro del subsector de historia, geografía y ciencias sociales para los niveles de 1.º a 8.º básico.
También se agregó a la malla curricular de tercero y cuarto medio

### Ecuador
Está presente en casi todo el ciclo estudiantil, desde la primaria. Se la incluye como parte de Estudios Sociales, en la secundaria es considerada como materia básica o fundamental, en 3.º de bachillerato se presenta con el nombre de «educación para la democracia o cívica» y en la universidad también está presente dependiendo de la carrera a seguir.

### El Salvador
En El Salvador Para 2017, moral y cívica se impartirá nuevamente, luego de años de ausencia en las escuelas, y centros privados. Una nueva ley se puso en marcha, y todos los maestros que la impartirán serán pertinentemente preparados.

### España
Educación para la Ciudadanía y los Derechos Humanos (EpC) es el nombre que recibió una asignatura diseñada para el último ciclo de la Educación Primaria y toda la Educación Secundaria en España por el gobierno socialista de Rodríguez Zapatero y que fue aprobada por las Cortes Generales de acuerdo con la Ley Orgánica de Educación. Consistía en la enseñanza de los valores democráticos y constitucionales. La asignatura desapareció completamente en 2016.
Según establecía el Real Decreto 1631/2006 por el que fue aprobada: 

La Educación para la Ciudadanía tiene como objetivo favorecer el desarrollo de personas libres e íntegras a través de la consolidación de la autoestima, la dignidad personal, la libertad y la responsabilidad y la formación de futuros ciudadanos con criterio propio, respetuosos, participativos y solidarios, que conozcan sus derechos, asuman sus deberes y desarrollen hábitos cívicos para que puedan ejercer la ciudadanía de forma eficaz y responsable.

La asignatura cumplía con una recomendación del Consejo de Europa en el año 2002, donde se afirmaba que la educación para la ciudadanía democrática era esencial para la misión principal del Consejo, como era promover una sociedad libre, tolerante y justa, además de contribuir a la defensa de los valores y los principios de libertad, pluralismo, derechos humanos y Estado de Derecho, que constituyen los fundamentos de la democracia. Para ello recomendaba a los Gobiernos de los Estados miembros que hicieran de la educación para la ciudadanía democrática un objetivo prioritario de las políticas y reformas educativas.

### Francia
En Francia, la asignatura Educación Cívica, Jurídica y Social fue introducida en 2001 para estudiantes de los últimos cursos de educación secundaria (liceo). Para los estudiantes de los primeros cursos de secundaria, la educación cívica está integrada en el currículo de historia y geografía.
Desde el inicio del año escolar en septiembre de 2015, los estudiantes de primaria y secundaria en Francia tienen en su horario la “educación moral y cívica” (en francés enseignement moral et civique, EMC): esta disciplina sustituye a la “instrucción cívica” en la escuela primaria, a la “educación cívica” en la escuela de 11 a 15 años y la “educación cívica, jurídica y social” (ECJS) en la escuela secundaria (tres ltimos años). Si los programas de la EMC siguen en gran medida los de las disciplinas anteriores, la novedad es que la EMC se beneficia ahora, desde el CP hasta el último año, de horarios propios dedicados exclusivamente a esta materia, a razón de al menos una hora semanal en la escuela primaria. y una hora quincenal en la escuela secundaria, es decir, 300 horas de escolaridad.
En 2012, el ministro de Educación Nacional Vincent Peillon propuso enseñar la “moral laica”, de ahí su encargo del informe Por una enseñanza laica de la moral ( Pour un enseignement laïque de la moral) presentado en abril de 2013. El nombre “enseñanza moral y cívica” lo dio el ministro Vincent Peillon (en referencia a la moral laica de su lejano predecesor Ferdinand Buisson) en su ley del 8 de julio de 2013 sobre orientación y programación para la refundación de la Escuela de la República (artículo 4, artículo 41) cuya aplicación estaba prevista para el inicio de la año escolar en septiembre de 2015. Justo después de los atentados de Francia de enero de 2015, la nueva ministra Najat Vallaud-Belkacem anunció el 22 de enero una “gran movilización de la Escuela de los valores de la República”, incluyendo en particular el “fortalecimiento de la transmisión de los valores de la República”, sistema donde se destaca la educación moral y cívica.
Esta enseñanza la imparte en primaria el profesor asignado a la clase, en enseñanza media por un profesor de historia-geografía y en secundaria por uno de los profesores (este suele ser el profesor de historia-geografía, pero puede ser de otra materia). Si en la enseñanza media puede ser una clase magistral (reglamentos internos, derechos y deberes, instituciones, etc.), en la escuela secundaria las sesiones se dedican principalmente a debates (sobre la actualidad, una cuestión moral o la vida de clase), el uso de la prensa, un proyecto educativo (salida, ayudas benéficas, etc.), investigación documental y presentaciones. La educación moral y cívica se evalúa dentro de las pruebas nacionales del diploma de bachillerato y forma parte de la evaluación continua integrada en el bachillerato (a partir del curso escolar 2019-2020).
La ECJS/EMC es una asignatura muy criticada: es casi la única asignatura obligatoria del plan de estudios para la que no existe un cuerpo docente específico (generalmente la imparten profesores de historia y geografía, sin una formación inicial específica) y no formaba parte de las asignaturas evaluadas en el bachillerato durante mucho tiempo, lo que daba poca motivación a los estudiantes o profesores para invertir en ella. El filósofo de la educación Jean-Claude Michéa ve así, en lugar de una "instrucción cívica eficaz", "una especie de educación cualquiera, una mezcla conceptual fácil de difundir y que, en definitiva, no hará más que redoblar discurso dominante de los medios de comunicación y el mundo del espectáculo, en forma de foros de discusión (diseñados, por supuesto, siguiendo el modelo de los talk shows televisivos)”.

### Guatemala
Según el Estudio Internacional sobre Educación Ciudadana (ICCS, por sus siglas en inglés), realizado por la Asociación Internacional para la Evaluación Educativa (IEA), Guatemala ocupa el puesto 33 en preparación Ciudadana.

### México
Recibe diferentes nombres: civismo, educación cívica, educación ciudadana, formación ciudadana y, en la educación secundaria (en algunas ocasiones bachillerato), formación cívica y ética.
sfVI.	Fomentar y difundir las actividades cívicas en el Estado;  
VII.	Cuidar de la debida difusión del Himno Nacional, así como las biografías y gacetas que sirvan de medio informativo;  
VIII.	Promover el intercambio cívico dentro y fuera del Estado; y  
IX.	Las demás que le señale el Acuerdo que la crea, publicado en el Periódico Oficial de la Federación número 74 de fecha 30 de agosto de 1991, así como aquellas que le confieran los superiores jerárquicos . 

#### Panorama y propuestas
Actualmente, en México se desencadenan muchos conflictos sociales en contra de sus gobernadores, principalmente por propaganda negativa de dirigentes o insatisfacción de la misma sociedad. Muchas veces, esta insatisfacción no está sustentada, esto porque la población no está educada en los temas de nuestro país y de los roles que llevan los ciudadanos y gobernantes, esto se conoce como educación cívica. El Instituto Nacional Electoral ha desarrollado una propuesta para impulsar el conocimiento de estos temas en México, dicha iniciativa se llama Estrategia Nacional de Cultura Cívica 2017-2023 (ENCCÍVICA).

#### Estrategia Nacional de Cultura Cívica 2017-2023
La Estrategia Nacional de Cultura Cívica (ENCCÍVICA) es una propuesta del Instituto Nacional Electoral para impulsar la cultura cívica y política, de tal manera que la sociedad se involucre en las decisiones públicas. La estrategia se enfoca en desarrollar una ciudadanía que ejerza y sea responsable de sus derechos, que participe en la discusión pública y que exija la eficacia del Estado de derecho.
La estrategia tiene, a su vez, tres pilares: 
1. Verdad: conocimiento e información objetivos
2. Diálogo: presente como herramienta principal para establecer espacios de debate en distintos ámbitos sociales
3. Exigencia: demanda ciudadana a las autoridades para el cumplimiento de sus labores

### Panamá
Se enseña en escuelas y colegios para ayudar a los jóvenes a ser mejores ciudadanos. También se aborda en algunas universidades.

### Perú
En colegios nacionales, por lo general se enseña como un curso independiente y en colegios particulares se le suele relacionar con el Área de Ciencias Sociales y Civiles. A grandes rasgos se puede decir que transmite las normas de convivencia social.En todos los colegios se les enseña la historia y valores fundamentales de su patria peruana. El curso se llamaba Educación Cívica en forma general; sin embargo, con el nuevo currículo nacional en secundaria se enseña con el nombre de Desarrollo Personal, Ciudadanía y Cívica.

### Uruguay
De acuerdo a la reformulación de programas realizada en el año 2011, la asignatura recibe diferentes denominaciones de acuerdo al curso en el que se dicta, en tercer año de Ciclo Básico de Educación Media se le llama Educación Social y Cívica, en quinto año de Bachillerato Educación Ciudadana  y en sexto año Derecho y Ciencias Políticas. Los programas de los tres cursos recientemente nombrados poseen temas en común (entre otros tantos diferentes) tales como Poderes del Estado y Derechos Humanos, que son abordados con diferente profundidad en las diversas instancias del proceso educativo de Educación Secundaria. En sexto año de Secundaria, esta asignatura está incluida en el currículo del Plan 76 de las orientaciones Social-Humanística y el bachillerato Biológico en su opción Medicina.

### Venezuela
Es enseñada en colegios privados y liceos públicos durante el primer año básico de bachillerato (o séptimo grado) bajo el nombre de Formación Familiar y Ciudadana. Se aprenden valores además de la estructuración social de la nación, como el Poder Público Nacional.

### Honduras
Recibe el nombre de Educación moral y cívica. Se enseña en la mayoría de colegios, desde primaria hasta secundaria. El reforzamiento y la ampliación del aprendizaje de la educación cívica, se da de igual manera en las universidades, dependiendo de la carrera universitaria elegida.